# Instal·lació elèctrica

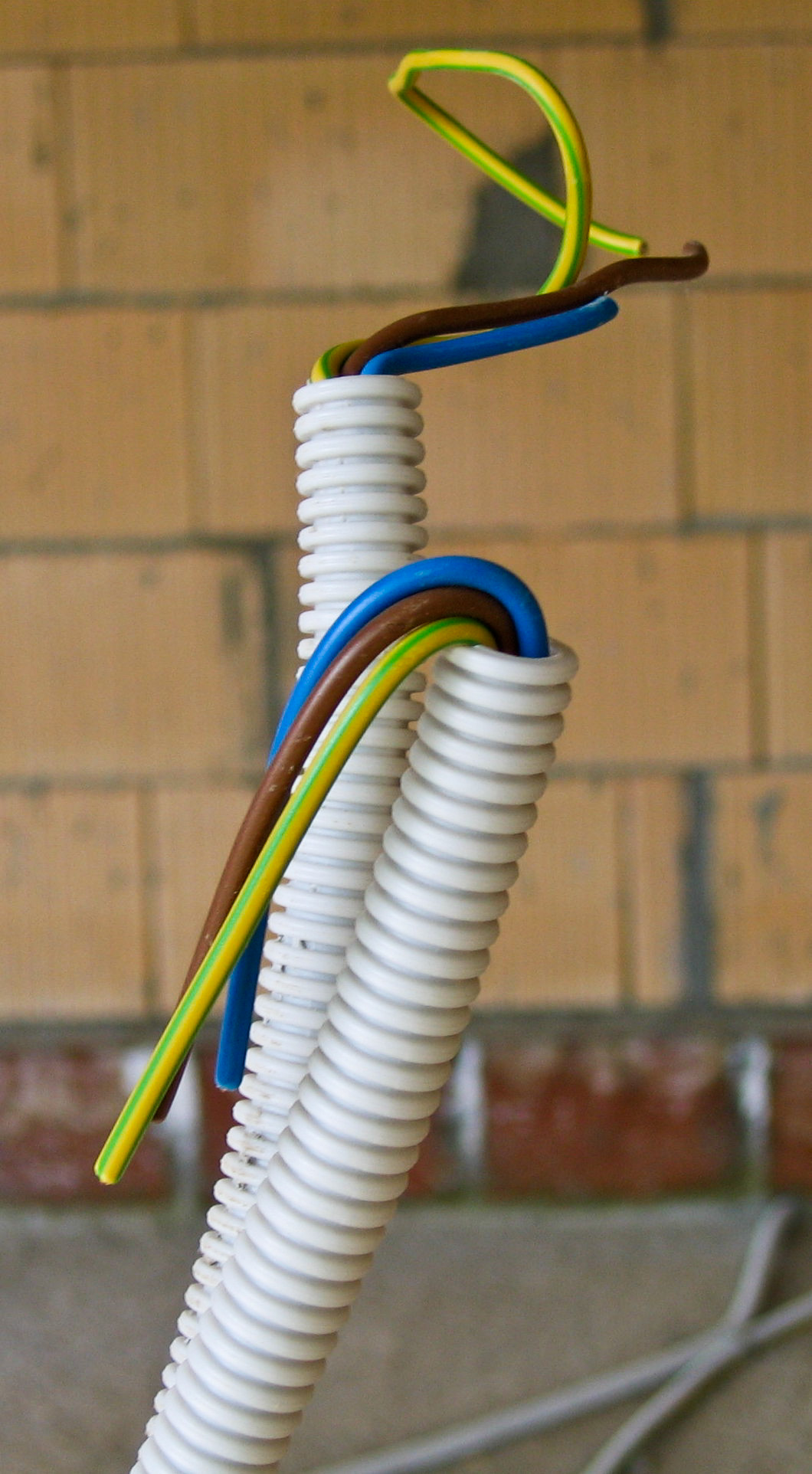
Un elèctric "3G" que es troba cable d'alimentació comunament en les modernes cases europees. El cable es compon de 3 fils (2 fils + 1 de posada a terra en cas que si el cable té "3G", nom) i és de doble aïllament.

Diagrama típic de color verd / groc cables codificats per a connexió a terra

Una instal·lació elèctrica és un o diversos circuits elèctrics destinats a un ús específic i que compten amb els equips necessaris per assegurar el correcte funcionament d'ells i els aparells elèctrics connectats a aquests.

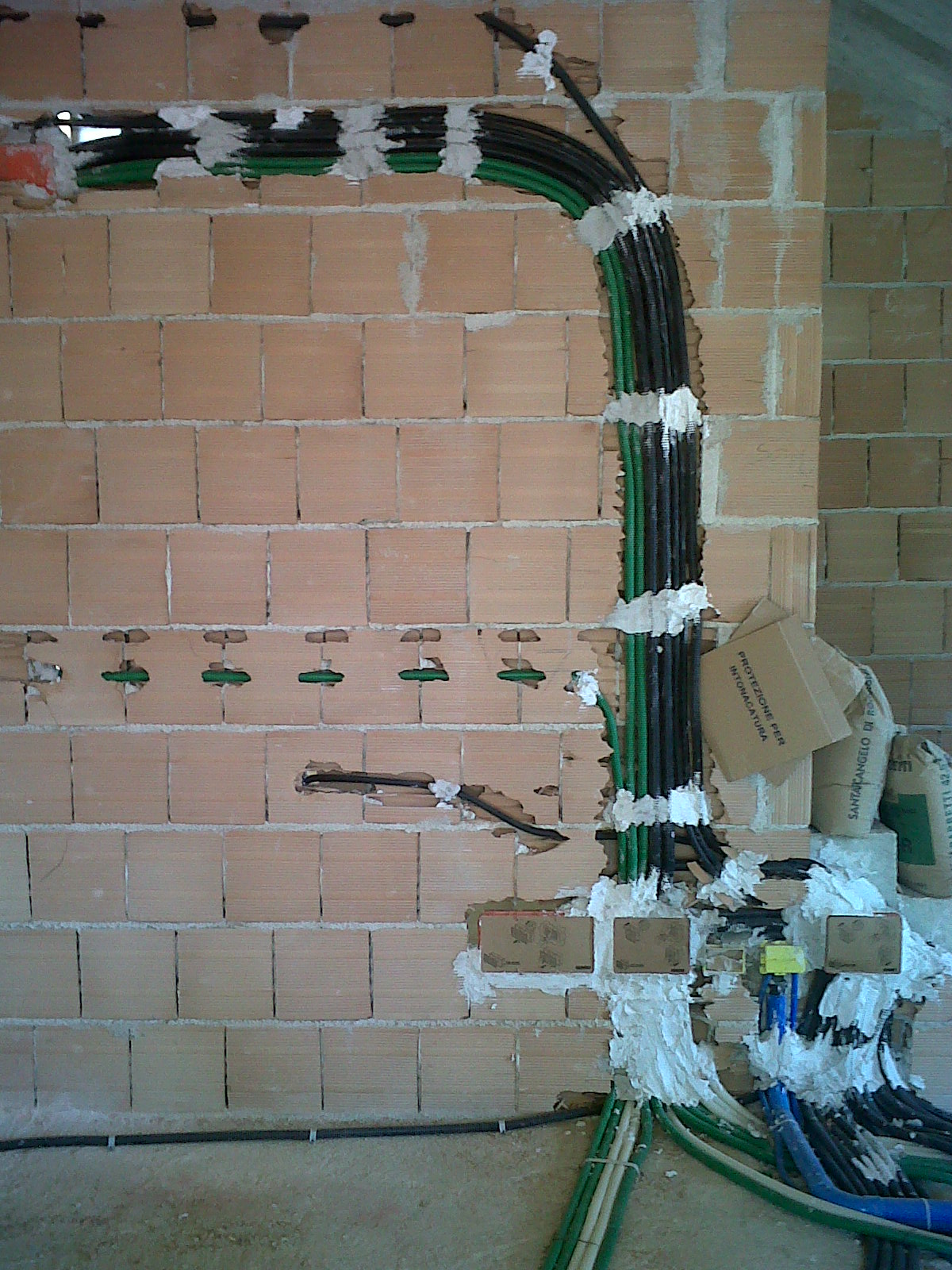
Muntatge d'una instal·lació elèctrica encastada en un habitatge

## Tipus segons la tensió
En les instal·lacions d'alta tensió la diferència de potencial màxima entre dos conductors és superior a 1.000 volts (1 kV). Generalment són instal·lacions de gran potència en les quals és necessari disminuir les pèrdues per efecte Joule (escalfament dels conductors). De vegades s'empren instal·lacions d'alta tensió amb baixes potències per aprofitar els efectes del camp elèctric, com per exemple en els cartells de neó.
En les instal·lacions de baixa tensió la diferència de potencial màxima entre dos conductors és inferior a 1.000 volts (1 kV), però superior a 24 volts. Són les instal·lacions més freqüents.
En les instal·lacions de molt baixa tensió la diferència de potencial màxima entre dos conductors és inferior a 24 volts. S'empren en el cas de baixes potències o necessitat de gran seguretat d'utilització.

## Tipus segons l'ús
Primer hi ha les instal·lacions generadores que produeixen energia elèctrica, a partir d'altres formes d'energia.
La xarxa elèctrica transporta l'energia des de les generadores cap als llocs d'utilització. Poden ser aèries, amb els conductors instal·lats sobre suports, o subterrànies, amb els conductors instal·lats en rases i galeries.
A les instal·lacions transformadores es transforma el corrent en energia elèctrica amb característiques diferents. Un clar exemple són les subestacions i centres de transformació en què es redueix la tensió des de les tensions de transport (132-400 kV) a tensions més segures per a la seva utilització.
Les instal·lacions receptores són el cas més comú que es troben en la majoria dels habitatges i indústries. La seva funció principal és la transformació de l'energia elèctrica en altres tipus d'energia. Són les instal·lacions antagòniques a les instal·lacions generadores.
Finalment hi ha instal·lacions per emmagatzemar la energia excessiva. Tot i que els principis són coneguts des de la fi del segle xix, fins al desenvolupament de les energies renovables no eren de gran ús, excepte per portar energia en petites quantitats a llocs inaccessibles per la xarxa sovint mitjançant bateria recarregables. Com el moment al qual el vent bufa o es fa sol, no coincideix necessàriament amb el moment de consum es calen instal·lacions d'emmagatzematge per a modular la xarxa.

## Parts funcionals
Les instal·lacions elèctriques, sigui quin sigui el seu tipus, disposen de quatre parts ben diferenciades, i amb característiques relacionades: alimentació, protecció, transport o conducció i comandament i maniobra
L'alimentació és la part de la instal·lació que rep energia de l'exterior. Generalment aquesta energia és elèctrica, però en el cas de les centrals elèctriques, pot ser energia tèrmica, mecànica, química o radiant.
Les proteccions són els dispositius o sistemes encarregats de garantir la seguretat de les persones i els béns. Per la seguretat de les instal·lacions compten els fusibles, l'interruptor de control de potència i l'interruptor magnetotèrmic. Per la seguretat de persones hi ha la connexió a terra i l'interruptor diferencial.
El transport es fa mitjançant cables elèctrics encarregats de dirigir el corrent a tots els components de la instal·lació.
Els elements de comandament i maniobra permeten actuar sobre el flux de l'energia, connectant, desconnectant i regulant les càrregues elèctriques. Els més comuns són els interruptors, commutadors i relés.